# 강석인
강석인(1992년 7월 13일 ~ )은 대한민국의 전직 크레이지레이싱 카트라이더 프로게이머이다.

## 선수 시절
2007년, SK1682 학교 대항전에서 우승하면서 커리어를 시작했다.
같은 해, 공식 대회 SK1682 카트라이더 5차리그에 참가하면서 프로 커리어를 시작했다. 8위를 기록했다. 곰TV컵 카트라이더 6차리그에서 4위를 기록했다.
2008년, 초코송이컵 카트라이더 7차리그에서 우승을 달성했다. 아프리카컵 카트라이더 8차리그 4위를 기록했다. 버디버디컵 카트라이더 9차리그 4위를 기록했다. 버디버디컵 카트라이더 10차리그 11위를 기록했다.
2010년, 넥슨 카트라이더 11차리그 8위를 기록했다.
2011년, 팀 스피릿 시즌을 앞두고 Fantastic4에 입단했다. 팀전 첫 우승을 달성했다. 이후 퇴단했다.
2015년, 에볼루션 시즌을 앞두고 쏠라이트 인디고에 입단했다. 팀전 준우승을 달성했다. 이후 퇴단했다.
버닝 타임 시즌을 앞두고 알앤더스에 입단했다. 이후 퇴단했다.
듀얼 레이스 1 시즌을 앞두고 다시 쏠라이트 인디고에 입단했다. 팀전 두번째 우승을 달성했다. 이후 퇴단했다.
듀얼 레이스 2 시즌을 앞두고 세다 레이싱에 입단했다. 팀전 3위를 달성했다. 이후 퇴단했다.
듀얼 레이스 3 시즌을 앞두고 게임킹에 입단했다. 팀전 세번째 우승을 달성했다. 이후 퇴단했다.
2019-1 시즌을 앞두고 플레임에 입단했다. 팀전 준우승을 달성했다. 2019-2 시즌 팀전 3위를 달성했다. 2020-1 시즌 팀전 3위를 달성했다. 이후 팀에서 퇴단했다.
2020-2 시즌을 앞두고 한화생명 e스포츠에 입단했다. 팀전 우승을 달성했다. 이후 퇴단했다.
2021-1 시즌을 앞두고 ROX에 입단했다. 팀전 3위를 달성했다. 이후 잠정적 은퇴 선언 및 퇴단했다.
2021 수퍼컵 시즌을 앞두고 복귀 의사를 표했고, NTC 크리에이터즈에 입단했다. 팀전 5위를 기록했다. 이후 팀이 해체되었다.
2022-1 시즌을 앞두고 팀 GP에 입단했다. 팀전 5위를 기록했다. 이후 팀에서 퇴단했다.

## 지도자 생활
2021년 5월 30일, 경기게임문화센터 산하 e스포츠 아카데미 카트라이더 부문 코치로 선임되었다. 이후 10월 12일, NTC 크리에이터즈 소속으로 복귀하면서 선수와 코치를 겸하고 있다.

## 소속팀

### 선수
| #  | 팀명             | 소속 기간               | 비고 |
| -- | ---------------- | ----------------------- | ---- |
| 1  | IT뱅크 레이저    | ?                       |      |
| 2  | AN 게이밍        | ?                       |      |
| 3  | Fantastic4       | ?                       |      |
| 4  | 쏠라이트 인디고  | 2015                    |      |
| 5  | 알앤더스         | 2015 ~ 2016             |      |
| 6  | 쏠라이트 인디고  | 2016                    |      |
| 7  | 세다 레이싱      | 2017                    |      |
| 8  | 게임킹           | 2018                    |      |
| 9  | 플레임           | 2019.01.05 ~ 2020.05.29 |      |
| 10 | 한화생명 e스포츠 | 2020.06.15 ~ 2020.12.09 |      |
| 11 | ROX              | 2020.12.12 ~ 2021.05.19 |      |
| 12 | NTC 크리에이터즈 | 2021.10.12 ~ 2021.12.18 |      |
| 13 | 팀 GP            | 2022.01.13 ~ 2022.06.04 |      |

### 지도자
| # | 팀명             | 직책 | 소속 기간      | 비고 |
| - | ---------------- | ---- | -------------- | ---- |
| 1 | 경기게임문화센터 | 코치 | 2021.05.30 ~ ? |      |

## 수상 경력
공식 대회 우승 5회, 준우승 2회

### 2007 ~ 2010년
- 2007 SK1682 카트라이더 스쿨리그 우승
- 2007 초코송이컵 카트라이더 7차리그 우승

### 2011 ~ 2015년
- 2011 넥슨 카트라이더 팀 스피릿 우승 (Fantastic4)
- 2015 넥슨 카트라이더 리그 에볼루션 준우승

### 2016 ~ 2020년
- 2016 넥슨 카트라이더 리그 듀얼레이스 시즌1 팀전 우승 (쏠라이트-인디고)
- 2018 넥슨 카트라이더 리그 듀얼레이스 시즌3 팀전 우승 (GameKing)
- 2019 넥슨 카트라이더 리그 시즌1 팀전 준우승
- 2020 SKT JUMP 카트라이더 리그 시즌 1 팀전 3위
- 2020 SKT 5GX JUMP 카트라이더 리그 시즌 2 팀전 우승 (한화생명 e스포츠)

### 2021 ~ 현재
- 2021 신한은행 헤이영 카트라이더 리그 시즌 1 팀전 3위